# Fartuun Adan
Fartuun Abdisalaan Adan (tiếng Somalia: Fartuun Aadan, tiếng Ả Rập: فارتون آدن) là một nhà hoạt động xã hội người Somali.

## Cuộc sống cá nhân
Adan lớn lên ở Somalia. Cô kết hôn với Elman Ali Ahmed, một doanh nhân địa phương và nhà hoạt động hòa bình Họ có bốn đứa con gái.
Vào năm 1996, trong cao điểm của cuộc nội chiến Somali, chồng của Adan bị giết gần nhà của gia đình ở miền nam Mogadishu. Adan sau đó di cư sang Canada năm 1999.
Năm 2007, cô trở về Somalia để ủng hộ hòa bình và nhân quyền.

## Sự nghiệp
Adan là Giám đốc điều hành của Trung tâm Nhân quyền và Hòa bình Elman, một Mogadishu - một tổ chức phi chính phủ Mogadishu được thành lập để tưởng nhớ đến người chồng quá cố của cô. Con gái Ilwad cùng làm việc bên cạnh cô.
Thông qua trung tâm, cô cũng đồng sáng lập Sister Somalia, chương trình đầu tiên của đất nước để hỗ trợ nạn nhân bạo lực tình dục.

## Giải thưởng
Vào năm 2013, Adan đã được trao tặng một Giải quốc tế cho Phụ nữ dũng cảm của Bộ Ngoại giao Hoa Kỳ.
Trong năm 2014, cô cũng nhận được một giải thưởng từ chính phủ Đức cho công việc của cô với Trung tâm Nhân quyền và Hòa bình Elman.
Fartuun Wind, cùng với cô con gái Ilwad Elman là một trong những người được đề cử trong chung kết giải thưởng Aurora Prize for Awakening Humanity năm 2017.